# Singles (album de CoCo)
Pour les articles homonymes, voir Singles.
Albums de CoCo
Sweet & Bitter
(1994) My Kore! Kushon CoCo Best
(2001)
Singles
Singles est un album compilation des singles du groupe de J-pop CoCo ; c'est la troisième compilation consacrée au groupe.

## Présentation
L'album sort le 3 août 1994 au Japon sous le label Pony Canyon, deux semaines seulement après le dernier album original du groupe, Sweet & Bitter. Il atteint la 29e place du classement de l'Oricon, et reste classé pendant trois semaines. Pour la première fois, les membres du groupe ne figurent pas sur sa pochette.
La séparation du groupe ayant été annoncée, il s'agit de son album d'adieu. Il contient dans leur ordre de sortie les quatorze titres parus en "face A" des singles du groupe, de 1989 à 1994 ; il exclut cependant la chanson Omoide ga Ippai parfois considérée comme la "co-face A" du single Natsu no Tomodachi. Quatre des titres étaient jusque-là inédits en album : Muteki no Only You (dans sa version originale), Yume Dake Miteru (dans sa version originale), Dakara Namida to Yobanaide, et Koi no Junction ; les titres Natsu no Tomodachi et News na Mirai, inédits en album original, étaient cependant déjà parus sur la première compilation du groupe sortie trois ans auparavant : CoCo Ichiban!. Azusa Senō ne chante pas sur les cinq derniers titres de la compilation, enregistrés après son départ du groupe en 1992.

## Liste des titres
| 1.  | Equal Romance (EQUALロマンス)                                   | 1er single (1989) / Album Strawberry         |  |
| 2.  | Hanbun Fushigi (はんぶん不思議)                                 | 2e single (1990) / Album Strawberry          |  |
| 3.  | Natsu no Tomodachi (夏の友達)                                   | 3e single (1990) / Compilation CoCo Ichiban! |  |
| 4.  | Sasayaka na Yūwaku (ささやかな誘惑)                             | 4e single (1990) / Album Snow Garden         |  |
| 5.  | Live Version                                                    | 5e single (1991) / Album Straight            |  |
| 6.  | News na Mirai (Newsな未来)                                      | 6e single (1991) / Compilation CoCo Ichiban! |  |
| 7.  | Muteki no Only You (無敵のOnly You)                             | 7e single (1991)                             |  |
| 8.  | Yume Dake Miteru (夢だけ見てる)                                 | 8e single (1991) / Album Share (remaniée)    |  |
| 9.  | Dakara Namida to Yobanaide (だから涙と呼ばないで)               | 9e single (1992)                             |  |
| 10. | Natsuzora no Dreamer (夏空のDreamer)                            | 10e single (1992) / Album Sylph              |  |
| 11. | Yokohama Boy Style (横浜Boy Style)                              | 11e single (1992) / Album Sylph              |  |
| 12. | Chiisa na Ippo de (ちいさな一歩で)                              | 12e single (1993) / Album Sweet & Bitter     |  |
| 13. | Koi no Junction (恋のジャンクション)                            | 13e single (1993)                            |  |
| 14. | You're My Treasure ~Tōi Yakusoku (You're my treasure〜遠い約束) | 14e single (1994) / Album Sweet & Bitter     |  |